# Salvia scrophulariifolia
Salvia scrophulariifolia es una especie de planta herbácea de la familia de las lamiáceas.

## Taxonomía
La especie fue descrita inicialmente como Perovskia scrophulariifolia por Alexander von Bunge y publicada en Beitrag zur Kenntniss der Flora Russlands und der Steppen Central-Asiens 257, en 1852, actualmente es tanto un sinónimo como el basónimo de esta; y ulteriormente, sería transferida al género Salvia por Bryan T. Drew en Taxon 66(1): 141, en 2017.

#### Etimología
Véase: Salvia
scrophulariifolia: epíteto que combina el nombre del género Scrophularia y el vocablo latino folia; "hoja"; propiamente "con hojas como Scrophularia", refiriéndose a la similitud en la apariencia concreta de las hojas de la planta con las especies de susodicho género.